# Helianthemum oelandicum
Hélianthème d'Œland
Espèce
Synonymes
- Cistus oelandicus L.[2],[3]
- Helianthemum montanum Vis.[3]
- Helianthemum oelandicum (L.) DC.[3]
- Helianthemum oelandicum (L.) Fr.[3]
- Helianthemum oelandicum (L.) Pers.[3]
- Helianthemum oelandicum (L.) Wahlenb.[3]
- Rhodax montanus Spach[3]
- Rhodax oelandicus Fuss[2]

Helianthemum oelandicum, Hélianthème d'Œland ou Hélianthème d'Italie, est une espèce de plantes à fleurs de la famille des Cistaceae originaire d'Europe.

## Description

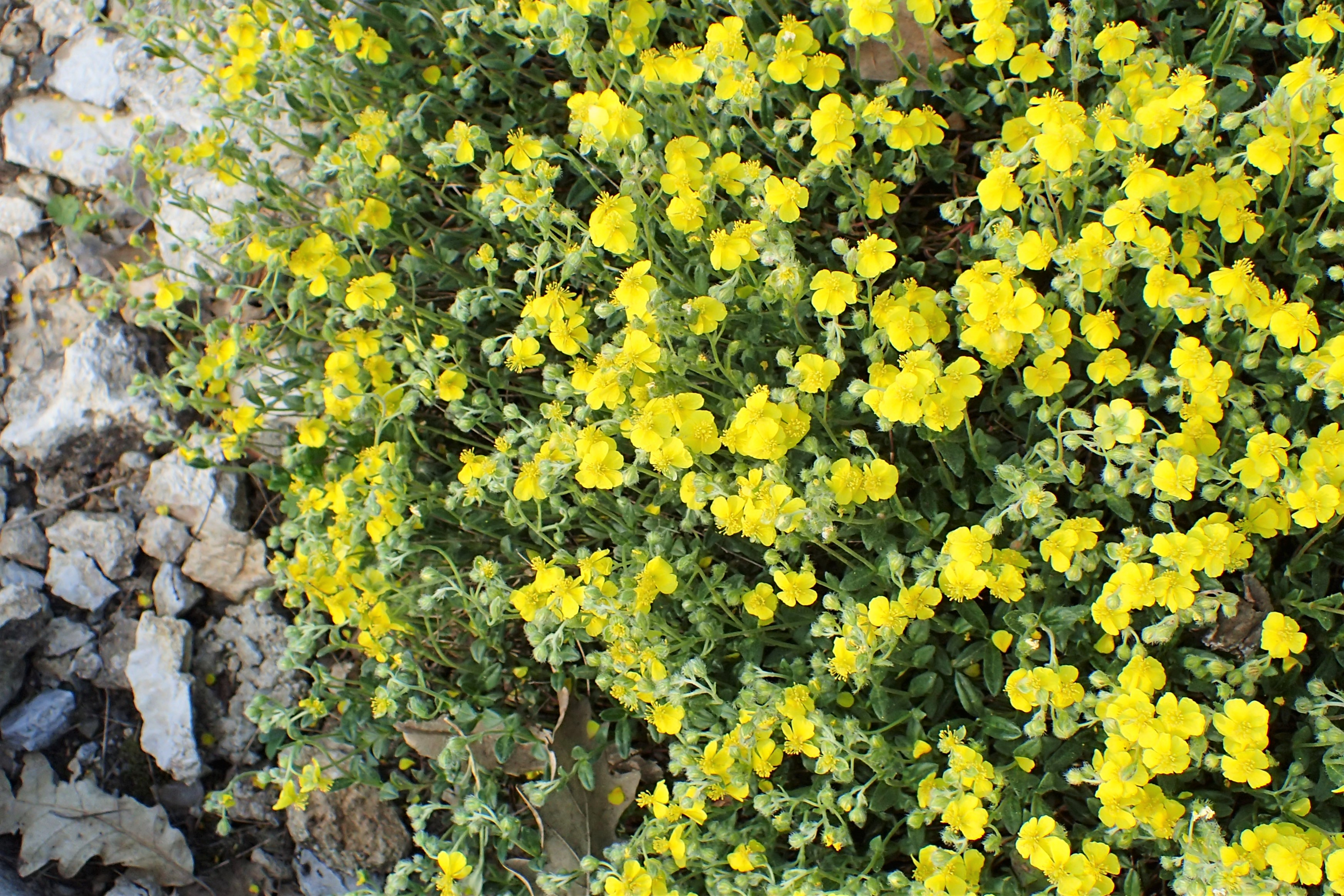
Aspect général de la plante.

C'est une petite plante vivace chaméphyte à fleurs jaunes qui pousse dans les garrigues .

## Répartition
L'espèce a pour aire de répartition l'Europe. 

## Sous-espèces
Selon Plants of the World online (POWO) (3 décembre 2020)
- Helianthemum oelandicum subsp. oelandicum, endémique de Suède (Öland) ;
- Helianthemum oelandicum subsp. nebrodense (Heldr. ex Guss.) Greuter & Burdet, endémique de Sicile ;
- Helianthemum oelandicum subsp. piloselloides (Lapeyr.) Greuter & Burdet, originaire d’Irlande, des Pyrénées et du Nord de l'Espagne ;
- Helianthemum oelandicum subsp. pourretii (Timb.-Lagr.) Greuter & Burdet, endémique du Sud de la France et de l'Italie ;
- Helianthemum oelandicum subsp. stevenii (Rupr. ex Juz. & Pozdeeva) Greuter & Burdet, endémique de Crimée.